# Buffy contre Dracula
Buffy contre Dracula est le 1er épisode de la saison 5 de la série télévisée Buffy contre les vampires

## Résumé
Buffy passe les journées d’été avec Riley et le Scooby-gang, et les nuits au cimetière à chasser les vampires. Au cours d’une de ses chasses, elle rencontre le Comte Dracula qui semble beaucoup s'intéresser à elle. Parallèlement, Willow apprend que Giles désire retourner en Angleterre. En effet, il ne se sent plus d'aucune utilité pour Buffy. Dracula rend visite à Buffy la nuit venue et la mord. La Tueuse, envoûtée par le puissant regard du Comte, ne peut rien faire. Le lendemain, la bande découvre la morsure.
Pour protéger Buffy de Dracula, Alex propose de l’héberger mais personne ne sait encore qu’Alex est devenu entretemps l’émissaire de Dracula. Alex mène Buffy à son « maître » qui propose à la Tueuse de goûter son sang. Elle s’exécute et cela lui donne le pouvoir de se libérer de l’emprise du Comte qu’elle réussit à faire fuir, sous sa forme de brume, après lui avoir planté à deux reprises un pieu en plein cœur. Cela fait, Buffy demande à Giles de redevenir son Observateur afin qu’elle puisse en apprendre plus sur la signification de son travail. En rentrant chez elle, Buffy découvre une adolescente en train de fouiller ses affaires : sa petite sœur Dawn.

## Production
L'idée de ce premier épisode est d'introduire le thème de la saison, dans la continuité de Cauchemar, qui est la découverte des origines de la Tueuse et de son côté sombre. Pour cela, les scénaristes avaient besoin d'un vampire particulièrement puissant et charismatique, capable de faire entrevoir à Buffy son côté le plus obscur, et Joss Whedon suggéra alors d'utiliser Dracula puisqu'il était désormais entré dans le domaine public. Marti Noxon, qui a écrit le scénario de l'épisode, estime que cela a été l'un des épisodes les plus difficiles à écrire de toute la série car elle était limitée par la durée alors qu'elle sentait qu'elle pouvait en écrire beaucoup plus sur Dracula.
Le rôle de Dracula a d'abord été proposé à Freddie Prinze Jr., alors petit ami et plus tard mari de Sarah Michelle Gellar, mais l'acteur a dû y renoncer en raison du tournage d'un film à la même période que celui de l'épisode.